# Faustino Horcajo Hernández
Faustino Horcajo Hernández (Santiago de la Puebla, Salamanca, 15 de febrero de 1843 - Valladolid, 25 de noviembre de 1903), fue un médico español, catedrático de Obstetricia y Ginecología en la Universidad de Valladolid.
En 1900 publicó una Monografía sobre el diagnóstico diferencial de los quistes del ovario y de sus complicaciones.